# Vinařice (Týnec nad Labem)

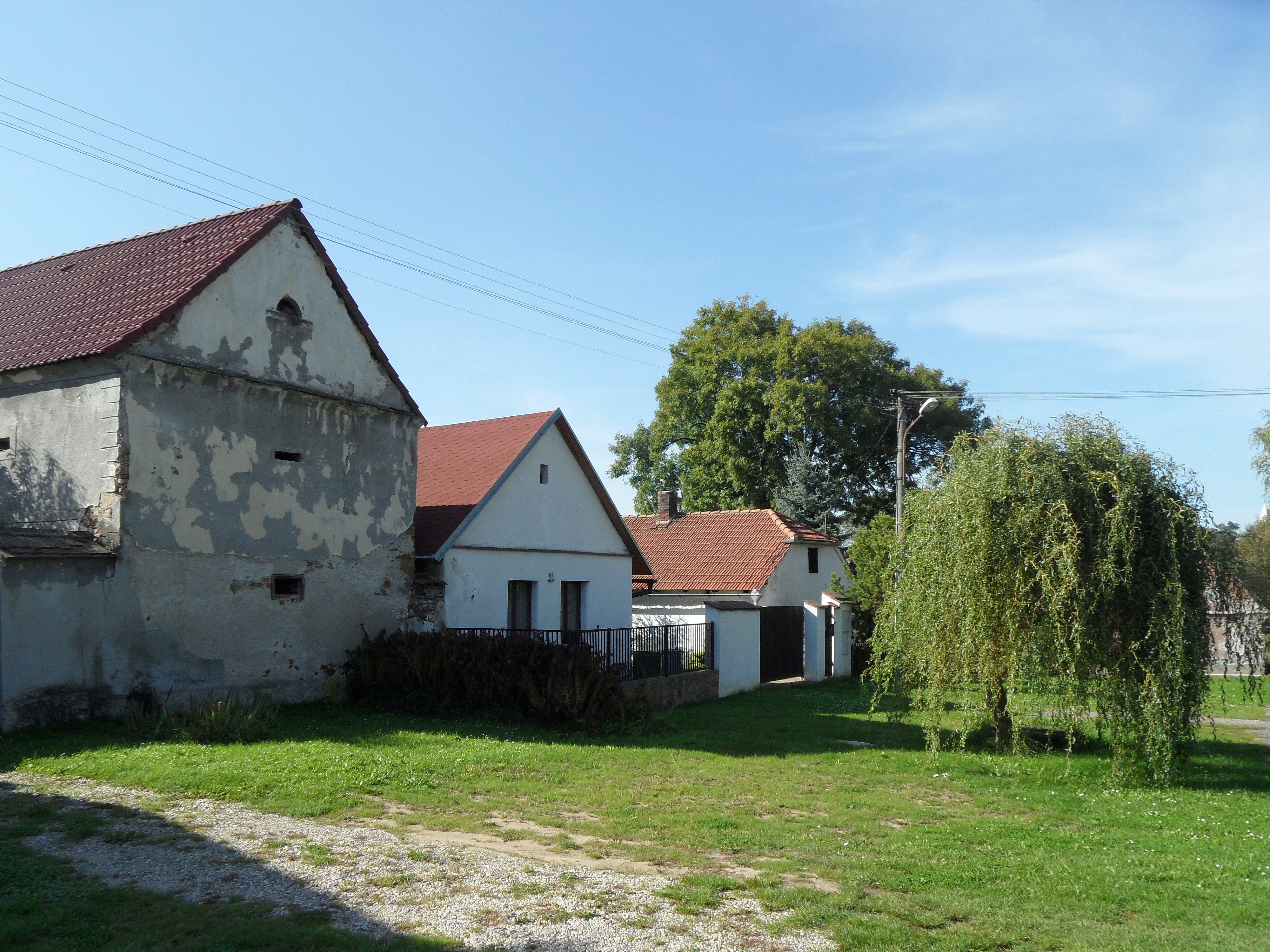
Häuser am Dorfplatz

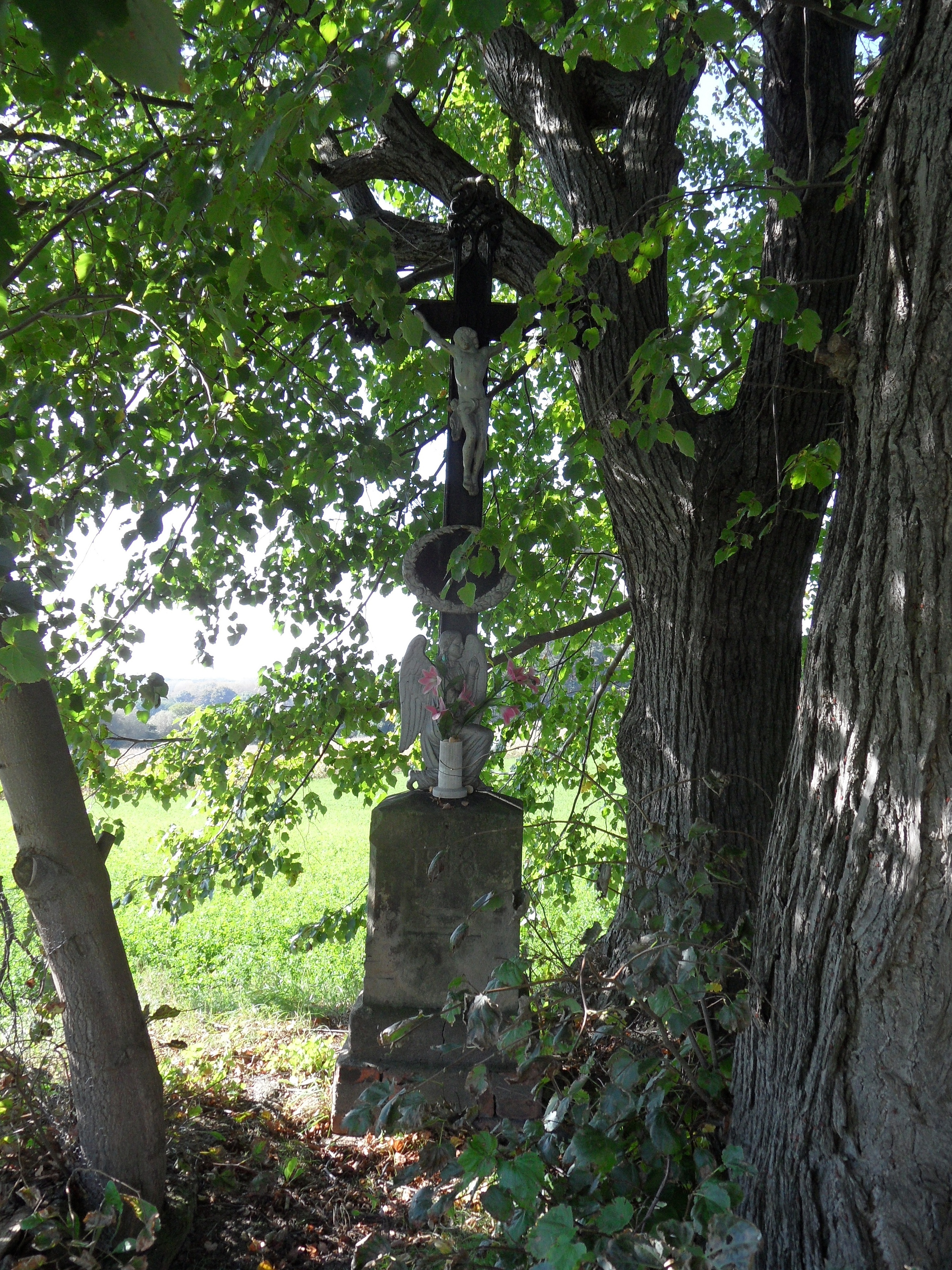
Kreuz

Vinařice (deutsch Winarzitz, 1939–45 Winarschitz) ist ein Ortsteil der Stadt Týnec nad Labem in Tschechien. Er liegt gegenüber von Týnec nad Labem auf der linken Elbseite und gehört zum Okres Kolín.

## Geographie
Vinařice befindet sich über dem Elbtal in den nordwestlichen Ausläufern der zum Eisengebirge gehörigen Chvaletická hornatina. Unterhalb des Dorfes führen die Staatsstraßen II/322 zwischen Chvaletice und Týnec nad Labem und II/327 zwischen Týnec nad Labem und Kutná Hora sowie die Bahnstrecke Česká Třebová–Praha durch das Elbtal. Zwischen Týnec nad Labem und Vinařice führt eine Elbbrücke über den Fluss. Östlich erheben sich der Na Votejneči (248 m n.m.) und die Vratiškova (251 m n.m.), im Südosten der Na Vratech (265 m n.m.).
Nachbarorte sind Týnec nad Labem, Pazderna und Bambousek im Norden, Svárava und Kojice im Nordosten, Chvaletice im Osten, Hornická Čtvrť und Bernardov im Südosten, U Hájovny, Kobylnice und Lanžov im Süden, Záboří nad Labem im Südwesten sowie Lžovice im Westen.

## Geschichte
Während der Latènezeit befand sich in der Gegend von Vinařice eine Wachtburg.
Die erste schriftliche Erwähnung von Vinarce erfolgte 1338 als Besitz des Zisterzienserklosters Sedlec. Das Dorf unterstand der Gerichtsbarkeit des Städtchens Týnec. Während der Hussitenkriege wurde das Kloster Sedlec 1421 von den Hussiten unter Jan Žižka überfallen und niedergebrannt; anschließend bemächtigten sich verschiedene Adlige des umfangreichen Grundbesitzes. König Sigismund überschrieb am 21. September 1436 das Teinitzer Gut mit dem Städtchen Tajnec sowie den zugehörigen Dörfern Bělušice, Krakovany, Lhota Uhlířská, Chrčice, Selmice und Kojice erblich an Vaněk von Miletínek, einen Bruder des gemäßigten Hussitenhauptmanns Diviš Bořek von Miletínek. Vaněk von Miletínek bildete daraus die Herrschaft Teynecz. Im Jahre 1490 erwarb Heinrich von Münsterberg die inzwischen auf das Städtchen Teynecz und die Dörfer Bělušice und Vinařice geschrumpfte Herrschaft. Im Jahr darauf veräußerte er sie zusammen mit der Herrschaft Pardubitz an Wilhelm von Pernstein. Dieser vereinigte Teynecz mit Pardubitz und vererbte 1521 seine böhmischen Güter seinem jüngeren Sohn Vojtěch, nach dessen Tod fielen sie 1534 seinem Bruder Johann zu. Johann von Pernstein hinterließ 1548 seinem Sohn Jaroslav hohe Schulden. Am 21. März 1560 veräußerte Jaroslav von Pernstein die gesamte Herrschaft Pardubitz an König Ferdinand I. Dessen Nachfolger Maximilian II. übertrug die Verwaltung der königlichen Herrschaften der Hofkammer.
Im Jahre 1835 bestand das im Chrudimer Kreis an der Grenze zum Časlauer Kreis gelegene Dorf Winařitz aus 33 Häusern, in denen 231 Personen, darunter 7 protestantische Familien lebten. Katholischer Pfarrort war Zaboř. In den Jahren 1842–1845 wurde im Elbtal die k.k. Nördliche Staatsbahn angelegt. Bis zur Mitte des 19. Jahrhunderts blieb Winařitz der k.k. Kameralherrschaft Pardubitz untertänig.
Nach der Aufhebung der Patrimonialherrschaften bildete Vinařice ab 1849 eine Gemeinde im Gerichtsbezirk Přelauč. Ab 1868 gehörte das Dorf zum Bezirk Pardubitz. 1869 hatte Vinařice 198 Einwohner und bestand aus 42 Häusern. In den 1870er Jahren wurde die Gemeinde in den Gerichtsbezirk und Bezirk Kolin umgegliedert. Im Jahre 1900 lebten in Vinařice 236 Menschen, 1910 waren es 206. 1930 hatte Vinařice 260 Einwohner und bestand aus 59 Häusern. Im Jahre 1949 wurde die Gemeinde dem Okres Přelouč zugeordnet; nach dessen Aufhebung im Zuge der Gebietsreform von 1960 wurde Vinařice wieder Teil des Okres Kolín. 1961 erfolgte die Eingemeindung nach Týnec nad Labem. Beim Zensus von 2001 lebten in den 93 Häusern von Vinařice 149 Personen.

## Gemeindegliederung
Der Ortsteil Vinařice bildet den Katastralbezirk Vinařice u Týnce nad Labem.

## Sehenswürdigkeiten
- Gedenkstein für die Opfer des Zweiten Weltkrieges
- Gusseisernes Kreuz, am südlichen Ortsausgang